# Île de Tatana
Pour les articles homonymes, voir Tatana.
L’île de Tatana (anglais : Tatana Island) est une île de Papouasie-Nouvelle-Guinée, située en mer de Corail. Elle appartient au District de la capitale nationale.

## Géographie
L'île est située dans la baie de Fairfax et sa longueur est de 1 km, sur une largeur moyenne de 600 m. Sa superficie est de 48 hectares. Elle est reliée à la terre ferme par une chaussée routière construite en 1942 par l'armée américaine. S'inscrivant dans la partie nord du grand Port Moresby, la population est exclusivement regroupée le long de la côte nord de l'île.